# NGC 7174
NGC 7174 је спирална галаксија у сазвежђу Јужна риба која се налази на NGC листи објеката дубоког неба.
Деклинација објекта је - 31° 59' 33" а ректасцензија 22h 2m 5,9s. Привидна величина (магнитуда) објекта NGC 7174 износи 13,1 а фотографска магнитуда 13,9. Налази се на удаљености од 35,5000 милиона парсека од Сунца. NGC 7174 је још познат и под ознакама ESO 466-40, MCG -5-52-10, VV 698, IRAS 21592-3214, HCG 90D, AM 2159-321, PGC 67881.